# Ron McKernan
Ronald Charles „Pigpen“ McKernan (8. září 1945, San Bruno, Kalifornie, USA – 8. březen 1973, Corte Madera, Kalifornie, USA) byl americký hudební skladatel, kytarista, zpěvák, perkusionista, klávesista a hráč na foukací harmoniku, nejvíce známý jako zakládající člen rockové skupiny Grateful Dead. Působil v ní v letech 1965–1972 a nahrál s ní jejích prvních pět studiových alb. S frontmanem kapely Jerrym Garciou se seznámil ve svých 14 letech.
V roce 1971 přestal kvůli zdravotním problémům se skupinou koncertovat, ale brzy se vrátil. Poslední koncert se skupinou odehrál 17. června 1972 v losangeleském amfiteátru Hollywood Bowl a následně ji definitivně opustil. Zemřel na krvácení do gastrointestinálního traktu ve věku 27 let. V roce 1994 byl jako člen kapely uveden do Rokenrolové síně slávy.